# 8377 Elmerreese
8377 Elmerreese eller 1992 SD1 är en asteroid i huvudbältet som upptäcktes den 23 september 1992 av de båda japanska astronomerna Kazuro Watanabe och Kin Endate vid Kitami-observatoriet. Den är uppkallad efter den amerikanske amatörastronomen Elmer J. Reese.
Asteroiden har en diameter på ungefär 5 kilometer.